# Stora Prästevattnet
Stora Prästevattnet är en sjö i Uddevalla kommun i Bohuslän och ingår i Göta älvs huvudavrinningsområde. Sjön är 11,5 meter djup, har en yta på 0,052 kvadratkilometer och befinner sig 139 meter över havet.